# Bisbat de Texcoco
El bisbat de Texcoco (castellà: Diócesis de Texcoco, llatí: Dioecesis Texcocensis) és una seu de l'Església Catòlica a Mèxic, sufragània de l'arquebisbat de Tlalnepantla, i que pertany a la regió eclesiàstica Metro-Circundante. Al 2014 tenia 1.209.169 batejats sobre una població de 1.427.915 habitants. Actualment està regida pel bisbe Juan Manuel Mancilla Sánchez.

## Territori
El territori s'estén sobre 1.139 km², i està organitzat en 48 parròquies. La diòcesi comprèn els següents municipis civils de la part oriental de l'estat mexicà de Mèxic: Acolman, Tepetlaoxtoc, Papalotla, Tezoyuca, Chiautla, Chiconcuac, Atenco, Texcoco, Chicoloapan i Chimalhuacán.
La seu episcopal és la ciutat de Texcoco de Mora, on hi ha la catedral de l'Immaculada Concepció de Maria Verge.

## Història
La diòcesi va ser erigida el 30 d'abril de 1960 mitjançant la butlla Caelestis civitas del Papa Joan XXIII, prenent el territori de l'arquebisbat de Mèxic.
Posteriorment ha cedit porcions de territori a benefici de l'erecció de noves diòcesis:
e di nuove diocesi:
- el 13 de gener de 1964 a benefici del bisbat de Tlalnepantla (avui arxidiòcesi)
- el 5 de febrer de 1979 a benefici del bisbat de Cuautitlán i de Netzahualcóyotl
- el 28 de juny de 1995 a benefici del bisbat d'Ecatepec
- el 3 de desembre de 2008 a benefici del bisbat de Teotihuacan.

## Cronologia episcopal
- Francisco Ferreira Arreola † (1 d'agost de 1960 - 13 de desembre de 1977 mort)
- Magín Camerino Torreblanca Reyes † (18 d'abril de 1978 - 28 de maig de 1997 jubilat)
- Carlos Aguiar Retes (28 de maig de 1997 - 5 de febrer de 2009 nomenat arquebisbe de Tlalnepantla)
- Juan Manuel Mancilla Sánchez, des del 18 de juny de 2009

## Estadístiques
A finals del 2014, la diòcesi tenia 1.209.169 batejats sobre una població de 1.427.915 persones, equivalent al 84,7% del total.
| any  | població  | població  | població | sacerdots | sacerdots       | sacerdots       | sacerdots             | diaques | religiosos | religiosos | parròquies |
| ---- | --------- | --------- | -------- | --------- | --------------- | --------------- | --------------------- | ------- | ---------- | ---------- | ---------- |
| any  | batejats  | total     | %        | total     | clergat secular | clergat regular | batejats por sacerdot | diaques | homes      | dones      |            |
| 1966 | 487.200   | 500.068   | 97,4     | 65        | 55              | 10              | 7.495                 |         | 13         | 191        | 57         |
| 1970 | 882.019   | 904.855   | 97,5     | 86        | 68              | 18              | 10.256                |         | 18         | 212        | 53         |
| 1976 | 1.621.249 | 1.666.415 | 97,3     | 127       | 91              | 36              | 12.765                |         | 52         | 222        | 66         |
| 1980 | 950.000   | 1.000.000 | 95,0     | 83        | 65              | 18              | 11.445                |         | 39         | 225        | 45         |
| 1990 | 2.567.000 | 2.790.000 | 92,0     | 131       | 123             | 8               | 19.595                | 20      | 8          | 205        | 87         |
| 1999 | 2.601.000 | 3.060.000 | 85,0     | 146       | 128             | 18              | 17.815                | 24      | 27         | 272        | 70         |
| 2000 | 2.907.391 | 3.114.000 | 93,4     | 140       | 121             | 19              | 20.767                | 24      | 34         | 281        | 70         |
| 2001 | 2.907.391 | 3.114.000 | 93,4     | 149       | 129             | 20              | 19.512                | 14      | 31         | 256        | 75         |
| 2002 | 2.967.491 | 3.176.200 | 93,4     | 160       | 136             | 24              | 18.546                | 24      | 48         | 299        | 77         |
| 2003 | 2.958.706 | 3.239.724 | 91,3     | 164       | 148             | 16              | 18.040                | 24      | 16         | 257        | 80         |
| 2004 | 3.010.792 | 3.304.518 | 91,1     | 167       | 152             | 15              | 18.028                | 24      | 15         | 269        | 83         |
| 2010 | 1.442.534 | 1.605.000 | 89,9     | 127       | 112             | 15              | 11.358                | 7       | 130        | 218        | 60         |
| 2014 | 1.209.169 | 1.427.915 | 84,7     | 139       | 126             | 13              | 8.699                 | 7       | 113        | 177        | 48         |